# (35829) 1999 JH54
1999 JH54 (asteroide 35829) é um asteroide da cintura principal. Possui uma excentricidade de 0.17242280 e uma inclinação de 11.37502º.
Este asteroide foi descoberto no dia 10 de maio de 1999 por LINEAR em Socorro.